# Compromis du Missouri
Pour les articles homonymes, voir Missouri.
Le compromis du Missouri, également appelé compromis de 1820, est un compromis trouvé au Sénat des États-Unis le 2 mars 1820 qui apaise, pour un temps, les dissensions sur la question de l’esclavage au sein de l'Union.

## Expansion de l'esclavage

Animation montrant l'évolution des territoires esclavagistes dont celle liée au compromis du Missouri

En 1793, dans le Sud des États-Unis, Éli Whitney invente une machine pour séparer la graine du coton de sa fibre. La nouvelle égreneuse permet de mécaniser la filature du coton et de faire baisser le prix de la précieuse fibre.
En Europe, sitôt terminées les guerres napoléoniennes, la demande de coton s’accroît très vite et les manufactures anglaises se mettent à en importer des États-Unis. Le coton gagne en quelques années les terres vierges du Sud profond et devint la principale culture d’exportation des États-Unis. Mais sa cueillette exigeant beaucoup de main-d'œuvre, les riches planteurs sudistes accroissent leurs importations d’esclaves en provenance d’Afrique. Cette expansion de la culture du coton donne alors un second souffle à la demande d'esclaves et fait de l'esclavage un élément primordial de la prospérité économique des États du Sud.
Comme la culture du coton épuise très vite les sols, les planteurs doivent d’autre part chercher de nouvelles terres à l’ouest. C’est ainsi que trois nouveaux États du Sud, la Louisiane, le Mississippi et l’Alabama demandent et obtiennent le droit de pratiquer l’esclavage. En 1819, sous la présidence de James Monroe, un territoire de l’ancienne Louisiane française, le Missouri, où vivent déjà 2 000 esclaves, s’apprête à devenir le 23e État des États-Unis et demande à son tour le droit de pratiquer l’esclavage.
Les représentants des États du nord, qui ont besoin de protection pour leur industrie naissante et souhaitent par conséquent des droits de douane élevés, sont en opposition avec ceux du Sud plus favorables au libre échange. 
La Constitution fédérale dispose que chaque État, quelle que soit sa population ou sa superficie, élit deux sénateurs. Au Sénat, à Washington, l’équilibre précaire entre les onze États esclavagistes du Sud et les onze États abolitionnistes du nord est en passe de basculer au profit des premiers, bien que moins peuplés. En revanche, à la Chambre des représentants, les sièges sont répartis suivant la population de chaque État, de sorte que le Nord occupe 105 sièges, contre 81 pour le Sud.

## Élaboration d'un compromis
Le 1er février 1819, un représentant républicain de l'État de New York, James Tallmadge Jr., dépose un amendement à la proposition de loi qui autorise le Missouri à élaborer sa constitution. En vertu de cet amendement, il serait interdit d'introduire de nouveaux esclaves dans le Missouri, et les esclaves de plus de 25 ans seraient émancipés. L'État du Missouri ne représente pas par lui-même un enjeu majeur pour les représentants du Sud, car les sols n'y sont pas favorables à la culture du coton, et la production agricole ne nécessite pas une main-d'œuvre servile. Mais à leurs yeux, l'amendement touche à une question de principe : le fait que le Congrès puisse décider si un nouvel État sera ou ne sera pas esclavagiste, et la perspective que si le Missouri renonce à l'esclavage, tout le reste de l'ex-Louisiane française basculerait dans le camp des abolitionnistes.
Après des débats houleux à la Chambre des représentants et au Sénat, un compromis est accepté le 2 mars 1820 à l’initiative d'Henry Clay, sénateur du Kentucky, lequel reste connu dans l’Histoire comme le « Grand conciliateur » (« the Great compromiser »).
Un nouvel État anti-esclavagiste, le Maine, est détaché du Massachusetts pour faire contrepoids au Missouri, qui est accepté comme État esclavagiste.
Au demeurant, il est convenu que les futurs États qui seront créés dans l’ancienne Louisiane seront esclavagistes ou abolitionnistes selon qu’ils se situeront au sud ou au nord du 36° 30′ parallèle (la frontière sud du Missouri), à ne pas confondre avec la ligne Mason-Dixon (Mason-Dixon line), située à la latitude 39° 43′ 20″ Nord et qui délimite la frontière entre la Pennsylvanie (abolitionniste) et le Maryland (esclavagiste).
Ce compromis va apaiser les tensions, mais il sera abrogé en 1854 avec le Kansas-Nebraska Act et sera déclaré inconstitutionnel par la décision de la Cour suprême relative à l'affaire Dred Scott en 1857. 
Howard Zinn considère que cet accord n’a préservé que temporairement l'équilibre politique entre les États esclavagistes et ceux qui voulaient mettre un terme à cette pratique, mais il n’a en rien réduit les tensions profondes entre les deux points de vue et a été adopté au détriment des droits des Afro-Américains. Pour lui, l’accord a certes repoussé le conflit sur la question de l'esclavage, question qui débouchera alors sur la guerre de Sécession.